# Viktor Kurentsov
Viktor Grigorievitch Kurentsov (en russe : Виктор Григорьевич Куренцов), né le 5 avril 1941 et mort le 7 avril 2021, est un haltérophile soviétique.

## Palmarès

### Jeux olympiques
- Médaille d'argent en -75 kg aux Jeux de 1964 à Tokyo, Japon
- Médaille d'or en -75 kg aux Jeux de 1968 à Mexico, Mexique[2]

### Championnats du monde
- Médaille d'argent en 1964 à Tokyo, Japon
- Médaille d'or en 1965 à Téhéran, Iran
- Médaille d'or en 1966 à Berlin, Allemagne
- Médaille d'or en 1968 à Mexico, Mexique
- Médaille d'or en 1969 à Varsovie, Pologne
- Médaille d'or en 1970 à Columbus (Ohio), États-Unis